# Pz.Sfl. II
Panzer-Selbstfahrlafette II — 7.5 cm Kanone L/41 auf Zugkraftwagen 5t (HKP 902) là tên một loại pháo tự hành xung kích hạng nhẹ phục vụ quân đội Đức trong thế chiến II. Chỉ có hai mẫu được sản xuất và gửi đến Bắc Phi cùng với quân đội. Cả hai chiếc đều bị thất lạc trong khi chiến đấu.

## Thiết kế
Việc phát triển được bắt đầu vào năm 1936 khi hãng Büssing-NAG đưa ra hợp đồng thiết kế một loại pháo tự hành xung kích hạng nhẹ lắp ráp trên khung xe bán xích với động cơ được gắn đằng sau. Trong bốn mẫu được lắp ráp trên khung xe bán xích HKP 902, chỉ có mẫu 9009-2012 được sản xuất, cả hai đều được trang bị pháo chính Rheinmetall-Borsig's 7.5 cm L/40.8 gắn trên tháp pháo có thiết kế mở.
Khẩu pháo có thể hạ xuống được 8° và nâng lên được 20°. Nó bắn ra đạn nặng 6.8 kg K.Gr. rot Pz. (APCBC) với tốc độ bay 685 m/giây và đạn 5.85 kg Sprenggranate (HE) với tốc độ bay 485 m/giây. Nó có thể mang theo 35 viên đạn. Lớp giáp bọc trên đỉnh được thiết kế để đỡ được đạn 7.92 mm, phần trước dày 20 mm, phần sườn dày 14.5 mm và 10 mm, phần sau dày 10 mm, phần tháp pháo dày 10.5 mm và dày 5.5 mm ở phần giữa thân tăng-tháp pháo.

## Lịch sử hoạt động
Hai mẫu được hoàn thành vào năm 1941 và được phân vào trung đội Panzerjäger-Abteilung thuộc tiểu đoàn chống tăng số 605 thuộc lữ đoàn Bắc Phi. Chiếc đầu tiên được nhận vào ngày 17 tháng 1 năm 1942 và chiếc thứ hai được nhận vào ngày 23 tháng 2 năm 1942 tại Tripoli. Trung đội được chuyển đến đoàn riêng của Rommel là Kampfstaffel des Oberbefehlshaber Panzerarmee Afrika vào ngày 8 tháng 3 năm 1942. Chỉ có một chiếc được báo cáo hoạt động vào ngày 25 tháng 5 trong khuôn khổ chiến dịch Venezia, chiếc còn lại bị quân đội Anh bắt được. Về sau, có một bản báo cáo vào ngày 5 tháng 6 do lực lượng Kampfstaffel thông báo rằng chiếc còn lại đã bị phá hủy sau khi hạ gục 3 chiếc tăng của quân địch. Do vậy nên không có tài liệu nào viết về Pz.Sfl. II.